# Nielsen & Winther Type AA
Nielsen & Winther Type AA, også kaldet Type AA, var et dansk kampfly fra 1910'erne.

## Udvikling
Maskinfabrikken Nielsen & Winther, der lå i Ryesgade i København, etablerede i 1916 en "Aeroplanafdeling" under ledelse af premierløjtnant J.B. Ussing. Afdelingen skulle udvikle det første danske kampfly til Hærens flyveskole, der i 1916 var det danske militærs flyveafdeling. Som teknisk leder ansatte Nielsen & Winther ingeniøren H. Funch-Thomsen, der havde arbejdet på den tyske flyfabrik Hansa-Brandenburg Flugzeugwerke. Bl.a. til brug for den nye Aeroplanafdeling opførte Nielsen & Winther i 1916/17 nye fabriksbygninger på Øresundsvej på Amager. Nielsen & Winther indledte hurtigt et samarbejde med den svenske motorfabrik AB Thulinverken, der bistod med udviklingen af en 90hk rotationsmotor til det nye fly.
Flyet blev fremstillet af træ, og i januar 1917 leverede maskinfabrikken det første fly af typen Type AA til militæret. Flyet var bevæbnet med et maskingevær, der var monteret over vingen. Maskingeværet var fremstillet af den danske producent Madsen. Senere blev maskingeværet flyttet til flyets skrog, hvor der blev udført flere eksperimenter med synkront at affyre maskingeværet, der skød gennem propellen.
Det var det første, og sidste, danske kampfly, der blev udviklet.

## Operationel historie
Det viste sig imidlertid hurtigt, at der var problemer med flyene og særlig de leverede motorer, og tre fly styrtede ned. Krigsministeriet udstedte i 1919 flyveforbud mod alle fly med upålidelige motorer, hvilket omfattede motorerne fra Thulin, hvorfor Type AA herefter ikke kunne benyttes. To fly blev herefter anvendt til træning på jorden. De sidste fly blev anvendt indtil 1924.

## Varianter
Nielsen & Winther videreudviklede i 1918 en tosædet version, Type Ab, der skulle fungere som rekognosceringsfly. Der blev bygget en enkelt prototype. Flyet blev efter 1. Verdenskrig solgt til den dansk-argentinske pilot A. Jarfeldt, der i 1917 havde fået til opgave at opbygge et flyvevåben i Bolivia. Flyet blev sendt til Argentina, men forulykkede på vej til Bolivia.
Nielsen & Winther byggede også i 1918 en prototype, Type Ac, der var et tosædet søfly. Flyet blev testet, men ikke sat i produktion. Erfaringerne førte til udvikling af Nielsen & Winther Type Bd, der blev solgt til den norske marine, men havarerede kort efter i 1919.  

## Udstillede fly
Et replika af Type AA er udstillet på Danmarks Tekniske Museum i Helsingør.